# Geschichte des Hellenismus

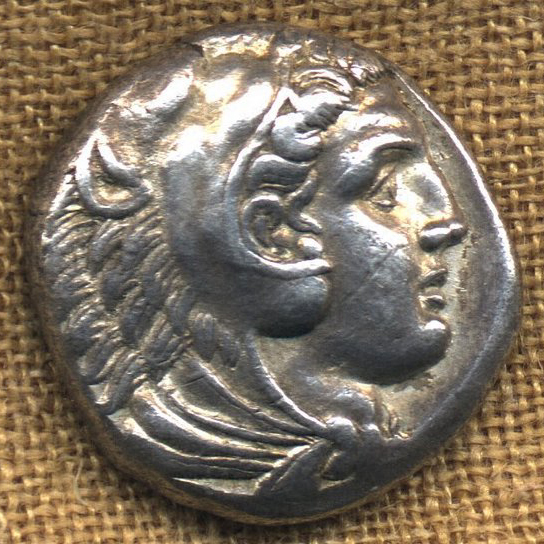
Münze Alexanders des Großen, zeigt den jungen Herakles mit Löwenfell

Dieser Artikel befasst sich mit der politischen Geschichte des Hellenismus und behandelt somit die Geschichte der auch als Hellenistische Welt bezeichneten griechischen Welt zwischen 323 v. Chr. und 30 v. Chr. Allgemeine Informationen zu dieser Epoche finden sich im Artikel Hellenismus, für die Frühzeit der Diadochenreiche vergleiche Diadochen.

## Die Ausgangslage nach Alexanders Tod
Zeitleiste
- 323 Alexander stirbt in Babylon
- 323/22 Lamischer Krieg
- 322 Perdikkas erobert Kappadokien, Eumenes wird Satrap

Alexander der Große starb am 10. Juni des Jahres 323 v. Chr. in Babylon, nachdem er seinem Freund und General Perdikkas seinen Siegelring gegeben hatte und angeblich verlauten ließ, er werde dem „Stärksten“ sein Reich übergeben. Selbst wenn diese und eine andere, sehr doppeldeutige Aussage („dass seine Freunde große Begräbnisspiele für ihn veranstalten werden“, bezeugt bei Diodor 17,117) so niemals getätigt worden sind, sie trafen doch den Kern der Frage, die sich jeder der kampferfahrenen Generäle stellen musste: Wer würde Alexander nachfolgen?

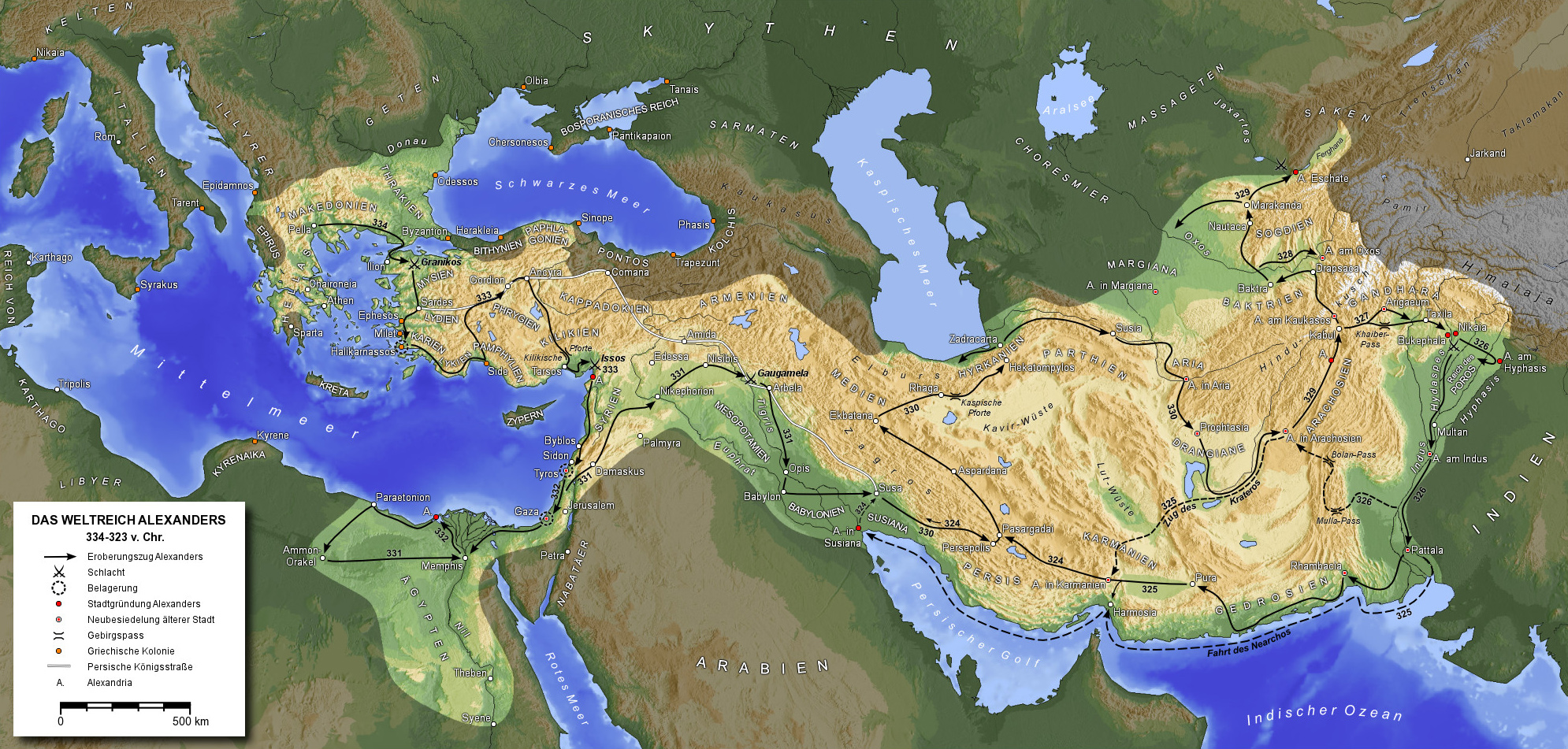
Das Weltreich, das beim Zug Alexanders entstanden war und das er seinen Nachfolgern 323 v. Chr. hinterließ

Perdikkas und andere Offiziere wollten abwarten, ob Roxane, die hochschwangere Frau Alexanders, einen Sohn zur Welt bringen würde. Die makedonische Heeresversammlung, der nach altem Recht die Wahl oblag, rief Alexanders schwachsinnigen Halbbruder Philipp III. Arrhidaios zum König aus. Perdikkas war ein Vertreter der Idee der Reichseinheit: Er wollte, dass Alexanders Sohn das Erbe seines Vaters antreten konnte, wobei er Unterstützung von der Reiterei des Heeres erhielt, in welcher der Anteil des Adels überwog. Dagegen erhob sich beim Fußvolk der Phalanx Widerstand, der bald gebrochen werden konnte. Als Roxane kurz darauf einem Sohn, Alexander IV. Aigos, das Leben schenkte, wurde er auf Druck von Perdikkas und den führenden Kommandeuren und im Einverständnis mit Philipp III. ebenfalls zum König ausgerufen.
Perdikkas begann nun, die Satrapien neu zu besetzen, wobei er darauf bedacht war, die Generäle möglichst von Babylon fernzuhalten. Antipatros, der Einfluss auf Perdikkas gewann, sollte weiterhin in Makedonien und Griechenland herrschen. Krateros – der theoretisch Vorgesetzter des Antipatros war – wurde zunächst übergangen, später aber zum „Repräsentanten“ beider Könige ernannt.
Ptolemaios erhielt Ägypten, Thrakien fiel an Lysimachos, das hellespontische Phrygien ging an Leonnatos, während Eumenes Kappadokien erhielt und Lykien, Pamphylien sowie Pisidien an Antigonos gingen. Die persische Landschaft Medien wurde zwischen Peithon und Perdikkas’ Schwiegervater Atropates geteilt. Lydien ging an Menandros, Karien an Asandros, während Laomedon, ein Freund Alexanders, Syrien erhielt und Seleukos Kommandeur der Elitekavallerie der Hetairen wurde.
Das Reich Alexanders wurde damit keineswegs aufgeteilt, sondern blieb eine Einheit, wobei Perdikkas weiterhin den wichtigen Posten eines Chiliarchen bekleidete. Einigen Generälen dürfte klar gewesen sein, dass dieser scheinbare Ausgleich nicht von langer Dauer sein würde. Zunächst musste für Ruhe gesorgt werden: ein Aufstand griechischer Soldaten in Baktrien wurde ebenso unterdrückt wie das Aufbegehren Athens in Griechenland (Lamischer Krieg). Die Niederlage Athens machte auch eines deutlich: Das Zeitalter der Polis war vorbei, die Zukunft sollte den Territorialstaaten und (in Griechenland) den Bundesstaaten gehören.

## Zerfall des Alexanderreiches
Zeitleiste
- 320 Konferenz von Triparadeisos und Neuordnung unter den verbliebenen Diadochen
- 317 Polyperchon verkündet die „Freiheit der Griechen“, Ermordung von Philipp III. Arrhidaios
- 310 Alexander IV. Aigos wird von Kassandros ermordet, Ende des alten makedonischen Königshauses
- 306 Antigonos und sein Sohn Demetrios nehmen den Königstitel an
- 301 Schlacht bei Ipsos
- 281 Schlacht bei Kurupedion, Ende der Diadochenzeit

Bald nach der Verteilung der Satrapien durch Perdikkas traten die nur mühsam unterdrückten Konflikte offen zu Tage. Perdikkas stand einer Koalition bestehend aus Antipatros, Krateros, Antigonos und Ptolemaios gegenüber, die sich mit seiner Vorherrschaft nicht abfinden wollten, zumal Ptolemaios wohl mehr als jeder andere bereits auf eine Abspaltung seines Herrschaftsbereichs vom Reich spekulierte. 320 v. Chr. griff der von Eumenes unterstützte Perdikkas Ägypten an, doch scheiterte er am Nilübergang und wurde daraufhin von seinen eigenen Offizieren (darunter Seleukos) ermordet. Seleukos erhielt für seine Verdienste auf der nachfolgenden Konferenz von Triparadeisos von Antipatros, der zum Wächter des jungen Königs bestimmt wurde, die Satrapie Babylonien. Antigonos wurde zum General in Asien ernannt und damit beauftragt, Eumenes zu beseitigen, der Krateros besiegt und getötet hatte.
Antipatros überging bei der Regelung seiner Nachfolge seinen Sohn Kassandros und hatte einen General namens Polyperchon eingesetzt. Kassandros schloss sich daraufhin der Allianz von Antigonos, Ptolemaios und Lysimachos an, die mit dem Arrangement unzufrieden waren. Die nachfolgenden Kämpfe, in deren Verlauf die beiden „königstreuen“ Generäle Polyperchon und Eumenes kooperierten, zogen sich über Jahre hin. Am Ende der ersten Phase der sehr wechselhaft verlaufenden Kampfhandlungen wurde 316 v. Chr. der Großteil der makedonischen Königsfamilie ausgelöscht und Kassandros eroberte Makedonien. 310 v. Chr. ließ Kassandros auch Alexander IV. töten:

„Kassandros aber sah, daß Alexander, der Sohn der Roxane, heranwuchs und daß von einigen in Makedonien Reden verbreitet wurden, daß es richtig sei, den Jungen aus dem Gewahrsam zu entlassen und ihm das väterliche Königtum auszuhändigen. Er fürchtete (deshalb) für seine eigene Position und wies Glaukias, der die Wachen für den Jungen kommandierte, an, Roxane und den König zu ermorden und die Leichen zu verbergen, von dem Geschehenen aber keinem anderen etwas zu erzählen. Glaukias führte den Auftrag aus, und dies befreite Kassandros, Lysimachos, Ptolemaios und auch Antigonos von der vorgeblichen Angst um den König. Da es nämlich von jetzt an keinen mehr gab, der die Herrschaft hätte übernehmen können, hatte jeder, der über Völker oder Städte herrschte, Hoffnungen auf die Königsherrschaft und kontrollierte das Territorium unter seiner Herrschaft, als ob es ein Königreich sei, das mit dem Speer erworben war“

Auch Eumenes – neben Polyperchon einer der letzten Vertreter der Reichseinheit – konnte sich letztendlich nicht halten, obwohl er recht geschickt agierte. Als beispielsweise die Soldaten der Eliteeinheit der Silberschilde (Argyraspiden) zweifelten, ob der Kampf noch einen Sinn habe, begegnete er diesem Problem mit der Erinnerung an Alexander:

„Ihrem Ehrgeiz und ihrer Herrschsucht gegenüber […] führte er die Religion (deisidaimonia) ins Spiel. Er behauptete, Alexander sei ihm im Traum erschienen und habe ihm ein königlich hergerichtetes Zelt und einen in ihm stehenden Thron gezeigt und dann gesagt, wenn sie dort Rat hielten und ihre Geschäfte führten, werde er selbst gegenwärtig sein und bei jeglichem Rat und jeglicher Tat mit zugreifen, die sie in seinem Namen begännen“

Eumenes, der sich immer mehr zurückgezogen hatte, wurde dennoch später von den Silberschilden verraten und an Antigonos ausgeliefert, der ihn kurz darauf hinrichten ließ (316 v. Chr.). Das Schicksal des Eumenes verdeutlicht auch die neuen Verhältnisse: Aus der stehenden makedonischen Armee waren faktisch Söldnerverbände geworden, die nur durch den Eid an den Befehlshaber gebunden waren. Auch die Grenzen der jeweiligen Machtbereiche außerhalb Ägyptens waren noch im Fluss, sie sollten sich erst Jahrzehnte später verfestigen. Währenddessen hatte sich Polyperchon in Griechenland zum Befreier der Poleis aufgespielt, bald aber an Macht verloren. Er ist zu einem unbekannten Zeitpunkt verstorben (nach dem Friedensschluss zwischen Antigonos und den anderen Diadochen im Jahre 311 v. Chr., welcher freilich nicht lange Bestand hatte).
Antigonos strebte nun offen nach der Alleinherrschaft. Er sicherte seine Position in Asien und vertrieb 315 v. Chr. Seleukos, der zu Ptolemaios floh. 312 v. Chr. besiegten sie Antigonos bei Gaza, woraufhin Seleukos nach Babylon zurückkehrte und in den folgenden Jahren seine Machtbasis sicherte sowie im Osten des Reiches expansiv tätig wurde. Der Kriegsschauplatz der folgenden Kampfhandlungen zwischen den Diadochen erstreckte sich wieder über große Teile des nun auseinander brechenden Alexanderreiches, doch brachten sie keine wirkliche Entscheidung. Die Macht der Antigoniden wuchs derweil weiter an.

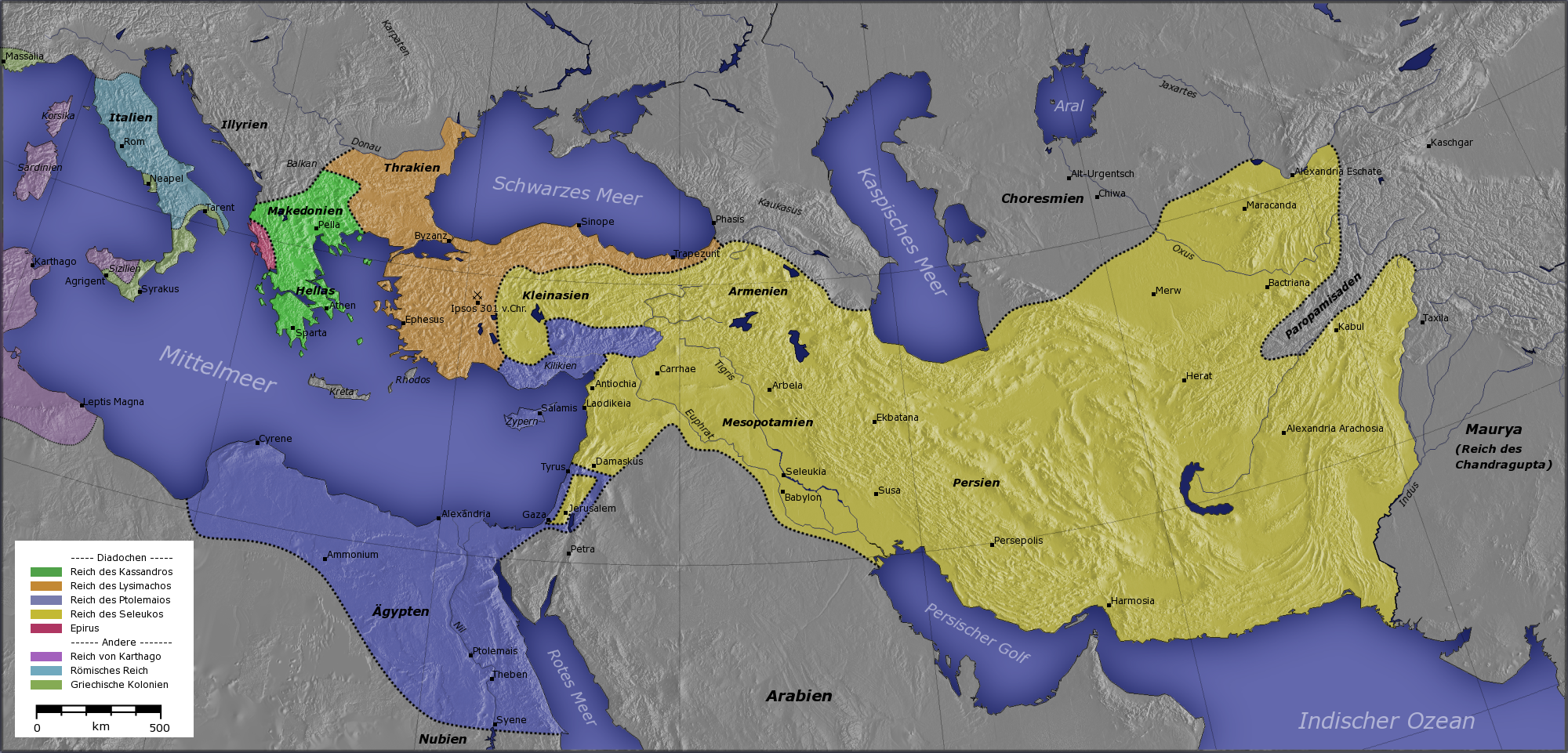
Die Diadochenreiche und ihre Nachbarn nach der Schlacht bei Ipsos 301 v. Chr.

Demetrios, der Sohn des Antigonos, erkämpfte sich durch die Vertreibung der Makedonen aus Athen, der Wiederherstellung der attischen Demokratie und der Vernichtung der ptolemäischen Flotte bei Salamis in Griechenland und Makedonien eine gute Machtstellung. 306 v. Chr. nahmen er und sein Vater den Königstitel von Makedonien an, womit ein eindeutiger Führungsanspruch auf das (theoretisch immer noch vorhandene) Gesamtreich verbunden war. Im Jahr darauf nahmen auch die anderen Diadochen jeweils ihre eigenen Königstitel an. Währenddessen bahnte sich noch eine ganz andere Entwicklung an, die bald zu einem typischen Merkmal hellenistischer Herrscherideologie werden sollte: In mehreren Poleis wurden Kulte zu Ehren der Monarchen errichtet, die später teils sogar zu Göttern erklärt wurden.
Um seine Schlagkraft zu erhöhen, erneuerte Demetrios im Auftrag seines Vaters 302 v. Chr. den Korinthischen Bund und übernahm dessen Führung. Den beiden Antigoniden stand nun eine Koalition bestehend aus Kassandros, Lysimachos und Seleukos gegenüber, während Ptolemaios den Lauf der Dinge abwartete. Es kam erneut zu Kampfhandlungen, die mit der Schlacht bei Ipsos im Jahr 301 v. Chr., bei der Antigonos fiel, endeten. Somit war faktisch auch die Idee der Reichseinheit zu Grabe getragen worden, da keiner der anderen Herrscher die Macht hatte, mit Gewalt das Reich zu einen.
In der darauffolgenden Zeit schien denn auch ein Status quo gefunden. Es folgte ein mehrjähriger, freilich labiler Frieden, der im Jahre 288 v. Chr. ein Ende fand. Demetrios versuchte weiterhin, die Machtstellung seines Vaters zu erlangen. Lysimachos und Pyrrhos von Epirus drangen in Makedonien ein, zwangen Demetrios zur Flucht und teilten Makedonien unter sich auf, wobei Lysimachos sich bald als Alleinherrscher durchsetzen konnte. Demetrios starb später in seleukidischer Gefangenschaft.
Gegen das nun formierte Reich des Lysimachos (welches auch große Teile Kleinasiens umfasste), zog Seleukos 281 v. Chr. in den Krieg. Zwar konnte er sich in der Schlacht bei Kurupedion gegen Lysimachos durchsetzen, doch wurde er kurz darauf von Ptolemaios Keraunos ermordet, der selbst die makedonische Königswürde anstrebte. Diese Ereignisse markieren das Ende des Zeitalters der Diadochen.
Als Ergebnis der Kämpfe hatten sich drei Nachfolgestaaten gebildet, die bis zum Einbruch Roms im 2. Jahrhundert v. Chr. Bestand haben sollten, das Ptolemäerreich in Ägypten, das Seleukidenreich in Asien und das Antigonidenreich in Griechenland.

## Blütezeit der Diadochenreiche
Zeitleiste
- 256 Das Gräko-baktrische Reich wird gegründet
- 221 Die Antigoniden werfen die letzte spartanische Erhebung nieder
- 192–188 Antiochos III. unterliegt, wie schon 197 Philipp V., den Römern
- 168 Die Römer zerschlagen Makedonien

Makedonien konnte unter den Nachfahren des Antigonos Monophthalmos, die 276 v. Chr. dort wieder an die Macht kamen, die Hegemonie über Griechenland bewahren und griff zeitweise auch auf die Inseln der Ägäis aus. Die langjährige griechische Vormacht Athen wurde nach der Niederlage im Lamischen Krieg 322 v. Chr. im Chremonideischen Krieg 261 v. Chr. erneut besiegt. Athens Erzrivale Sparta unterlag 222 v. Chr. bei Sellasia den Antigoniden. Auch mit Unterstützung des Ptolemäerreiches konnten die griechischen Poleis ihre Unabhängigkeit nicht sichern. Makedonien blieb so, nicht zuletzt dank seines schlagkräftigen Heeres, trotz seiner verhältnismäßig geringen Fläche eine Großmacht. Im Inneren änderte sich dabei nur wenig.
Das reichste Diadochenreich war und blieb Ägypten unter den Ptolemäern. Das Reich des Ptolemaios galt als hellenistischer Musterstaat und ist durch die reichhaltigen Papyrusfunde am besten erforscht. Die Ptolemäer verfolgten wie die anderen großen hellenistischen Reiche das Ziel einer Hegemonie über das ehemalige Alexanderreich. Mit den Antigoniden stritten sie um Macht und Einfluss in Griechenland und der Ägäis, mit den Seleukiden um den Süden Kleinasiens, Zypern und Palästina. Die andauernden Kriege, die recht wechselhaft verliefen (siehe etwa die Schlacht bei Raphia 217 v. Chr. zwischen Seleukiden und Ptolemäern), auf die Dauer aber die Kraft der beteiligten Mächte aufrieben, brachten jedoch keinen eindeutigen Sieger hervor.
Von einem Seleukidenreich im eigentlichen Sinne kann man ab der Niederlage des Antigonos in der Schlacht bei Ipsos sprechen. Seleukos Nikator herrschte seitdem über das größte, aber auch uneinheitlichste Diadochenreich. Während die Seleukiden die syrische Tetrapolis Antiochia, Seleukeia, Laodikeia und Apameia im Zentrum ihres Reiches recht gut unter Kontrolle hatten, begann in den Randbereichen kurz darauf ein Erosionsprozess. Bald schon machten sich Bithynien, Pontos und Pergamon in Kleinasien selbständig. Die östlichen Besitzungen wurde ab der Mitte des 3. Jahrhunderts v. Chr. von den Parthern erobert: Unter Mithridates I. ging um die Mitte des 2. Jahrhunderts v. Chr. auch Mesopotamien samt Seleukeia am Tigris verloren, obwohl Antiochos VII. den Invasoren noch einmal entgegengetreten war. Aber auch die Parther knüpften durchaus an hellenistischen Traditionen an.

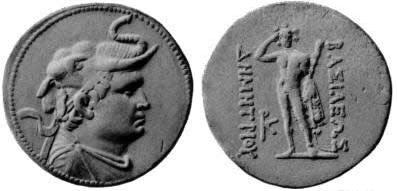
Silbermünze des baktrischen Herrschers Demetrios I. mit Elefantenschädel-Symbolik und Herkules

Der äußerste Osten des Seleukidenreiches, der nun keine Landverbindung mehr zum seleukidischen Kernland besaß, formierte sich zum Gräko-baktrischen Reich, über dessen Geschichte wir nur fragmentarisch, vor allem aufgrund problematischer Münzfunde, informiert sind. Nach dem Ende des Maurya-Reichs breiteten sich die Griechen von Baktrien aber auch bis nach Nordwestindien aus und errichteten dort das Indo-Griechische Königreich. Das Königreich Baktrien erlag um 130 v. Chr. dem Ansturm verschiedener Steppenvölker (darunter die Tocharer), doch hielten sich bis Ende des 1. Jahrhunderts v. Chr. noch verschiedene griechische Dynastien in Indien.
Keines der drei großen Diadochenreiche war mit seinen Hegemoniebestrebungen erfolgreich, weil sich die übrigen Staaten in rasch wechselnden Bündnissen jeweils gegen den Angreifer zusammenschlossen und es zu keinem Ausgleich zwischen den Staaten kam. Hinzu kamen strukturelle Schwächen, die von kurzfristigen Erfolgen nur verdeckt, nicht aber beseitigt werden konnten.

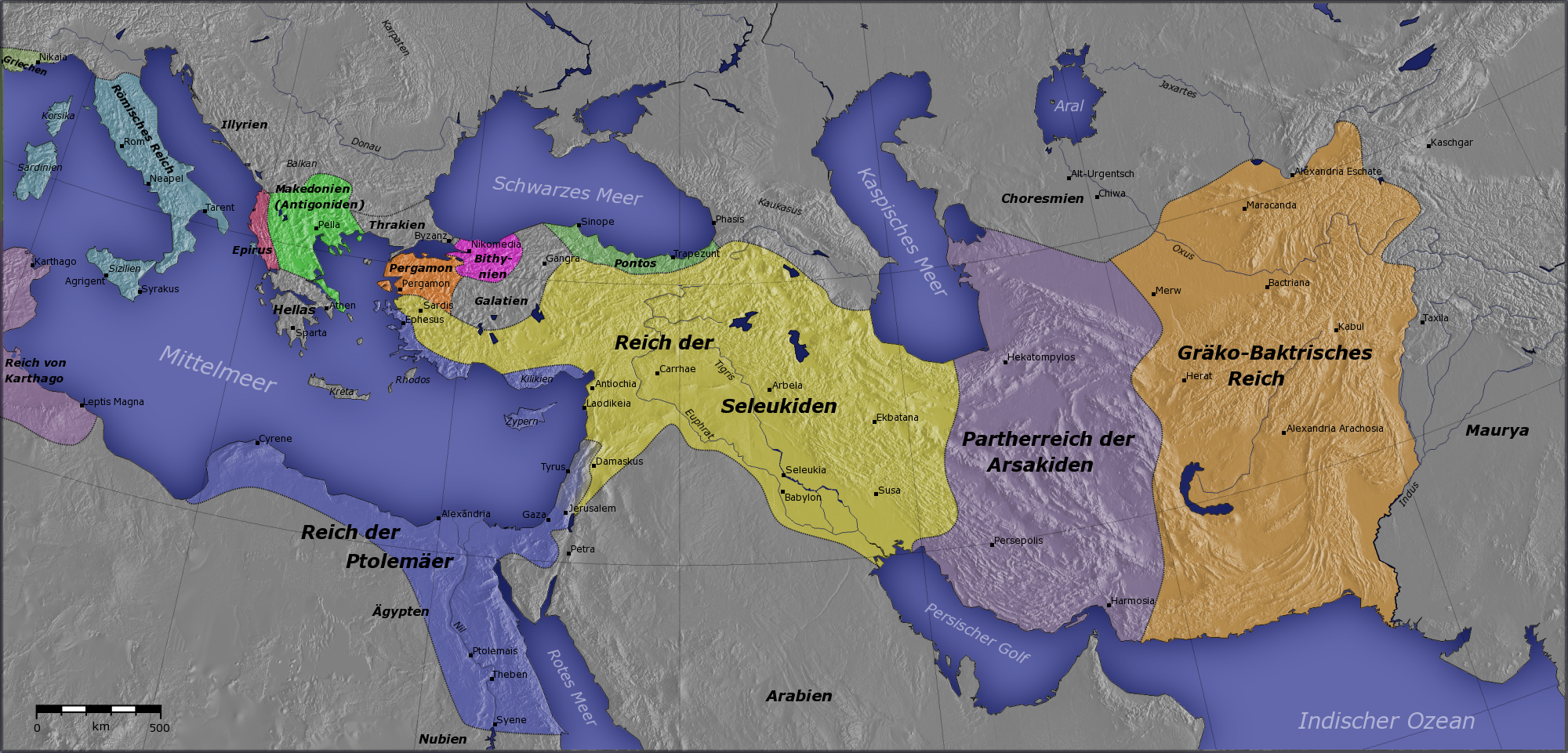
Die Diadochenreiche vor Beginn der Kämpfe mit Rom um 200 v. Chr.

Seit etwa 250 gewannen mehrere Kleinstaaten durch geschicktes Lavieren zwischen den drei Großmächten an Bedeutung, wodurch Rhodos zeitweilig zur größten Seemacht wurde. In Griechenland konnten sich die dort formierten Bundesstaaten (siehe koinon) erfolgreich gegen die hellenistischen Großmächte behaupten, wenn auch teils nur durch Hilfe von außen (siehe unten). Bithynien und Pergamon wahrten mit geschickter Diplomatie lange ihre Selbständigkeit und gingen schließlich wie die Diadochenreiche im römischen Reich auf: Bereits nach der Niederlage Philipps V., der den Römern 197 v. Chr. unterlag, nachdem er eine expansive Politik in Griechenland betrieben hatte, war Rom als „Befreier“ aufgetreten und hatte die (alte Propagandaparole) „Freiheit der Griechen“ durch Titus Quinctius Flamininus proklamiert. Offenbar hatte Rom zunächst kein Interesse daran, den Osten in das Imperium einzubeziehen und gab sich stattdessen mit einer Interessenssphäre zufrieden. 168 v. Chr. wurde Makedonien dann doch, nach der Niederlage des Sohnes Philipps V., Perseus, der eine Erneuerung der makedonischen Macht versucht hatte, von den Römern in vier Bezirke aufgeteilt und 148 v. Chr. endgültig in eine römische Provinz verwandelt. Infolge des Perseuskriegs bezogen die Römer auch einen verhärteten Standpunkt: Nur bedingungslose Befürworter der römischen Hegemonie konnten vom Sieg profitieren, selbst vermittelnde Positionen wurden bestraft, wie im Fall von Rhodos durch die Schaffung eines neuen Freihafens auf Delos.
Ähnlich wie den Antigoniden erging es den Seleukiden, die unter Antiochos III. im Römisch-Syrischen Krieg eine Niederlage hatten einstecken müssen. Antiochos hatte vorher durch seine so genannte anabasis (seinem Ostfeldzug gegen die Parther) ein unglaubliches Renommee aufgebaut, das er nun zu seinen Gunsten nutzen wollte. 192 v. Chr. setzte er nach Griechenland über, wo unzufriedene Bündnispartner Roms wie die Aitoler aktiv geworden waren und ihn gerufen hatten; 189 v. Chr. wurde aber Antiochos in der Schlacht bei Magnesia vernichtend geschlagen. Rom beschnitt die seleukidische Einflusssphäre nach Westen im Frieden von Apameia 188 v. Chr. empfindlich und sicherte dies durch die Bevorzugung einiger „Mittelmächte“ wie Pergamon und Rhodos ab.

## Untergang der Diadochenreiche
Zeitleiste
- 141 Die Parther nehmen Mesopotamien in Besitz
- 133 Attalos III. vermacht Pergamon testamentarisch den Römern
- 088 Vesper von Ephesos: Ermordung von etwa 80.000 Römern und Italikern in Kleinasien
- 064 Der römische General Pompeius erobert Syrien
- 030 Ägypten wird römische Provinz (Aegyptus)

In der Folgezeit schritt Rom immer wieder ein, wenn der Senat glaubte, dass das Gleichgewicht der Kräfte gefährdet sei, wie im Fall des 6. Syrischen Kriegs, als die Römer eine drohende Invasion des ptolemäischen Ägypten, das im 2. Jahrhundert v. Chr. immer wieder unter inneren Unruhen litt, durch Antiochos IV. nur durch ein Machtwort verhinderten (siehe Tag von Eleusis). Ägypten war spätestens ab diesem Zeitpunkt nichts anderes mehr als ein römisches Protektorat, und Rom selbst war zur unangefochtenen Hegemonialmacht im östlichen Mittelmeerraum geworden.
Aufgrund des besonderen Herrschaftsverständnisses der Diadochenreiche konnte der letzte König von Pergamon 133 v. Chr. sogar sein Reich den Römern testamentarisch vermachen. Die in weiten Teilen des griechischen Osten vorhandene Feindseligkeit gegenüber Rom artikulierte sich teils auch in Gewalttaten, wie in der berühmten Vesper von Ephesos im Jahre 88 v. Chr., in der rund 80.000 Römer bzw. Italiker ermordet wurden; Roms Machtstellung wurde dadurch freilich nicht gebrochen. 64 v. Chr. wurden mit der Eroberung Syriens durch Pompeius und der Errichtung der Provinz Syria die Reste der Seleukidenreiches beseitigt. Die Seleukiden hatten zu diesem Zeitpunkt ihre Ostgebiete längst an die Parther verloren. Ägypten, das immer wieder von internen Machtkämpfen erschüttert wurde, konnte sich noch einige Jahrzehnte seine wenigstens formale Unabhängigkeit bewahren. 30 v. Chr. jedoch endete mit der Einnahme Alexandrias durch Oktavian auch die Herrschaft der Ptolemäer, deren letzte Königin, Kleopatra VII., ihre Macht nur noch durch Affären mit römischen Feldherren (wie Caesar und Marcus Antonius) stabilisieren konnte.
Dennoch lebte die griechische Kultur auch nach dem Ende der hellenistischen Zeit noch Jahrhunderte im Osten weiter (siehe Byzantinisches Reich). Das Werk Alexanders wurde letztlich erst durch den Einbruch des Islam im 7. nachchristlichen Jahrhundert beseitigt (siehe dazu Islamische Expansion).